# Швангайде
Швангайде (нім. Schwanheide) — громада в Німеччині, розташована в землі Мекленбург-Передня Померанія. Входить до складу району Людвігслуст-Пархім. Складова частина об'єднання громад Бойценбург-Ланд.
Площа — 26,51 км2. Населення становить 737 ос. (станом на 31 грудня 2020).

## Галерея

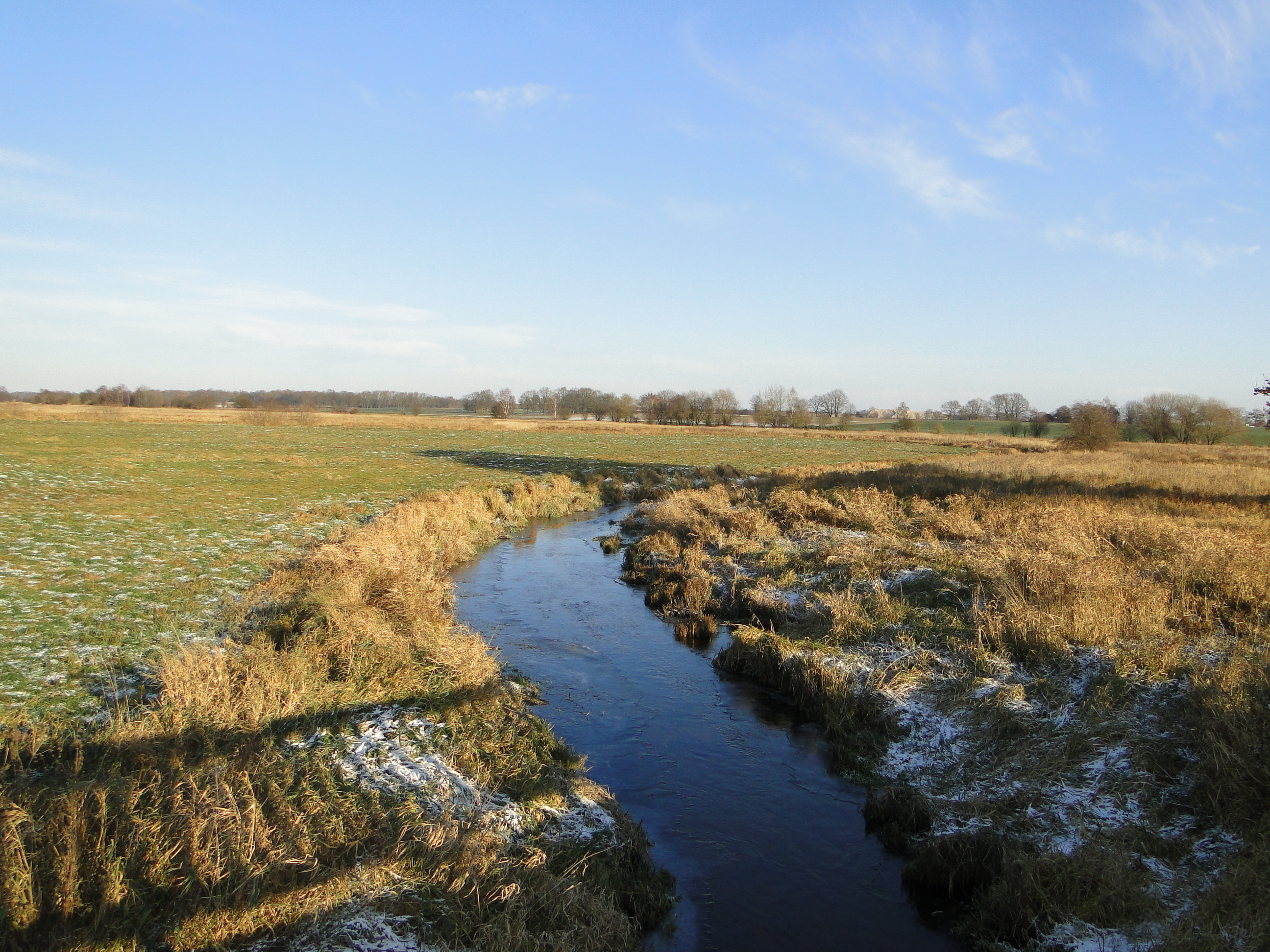
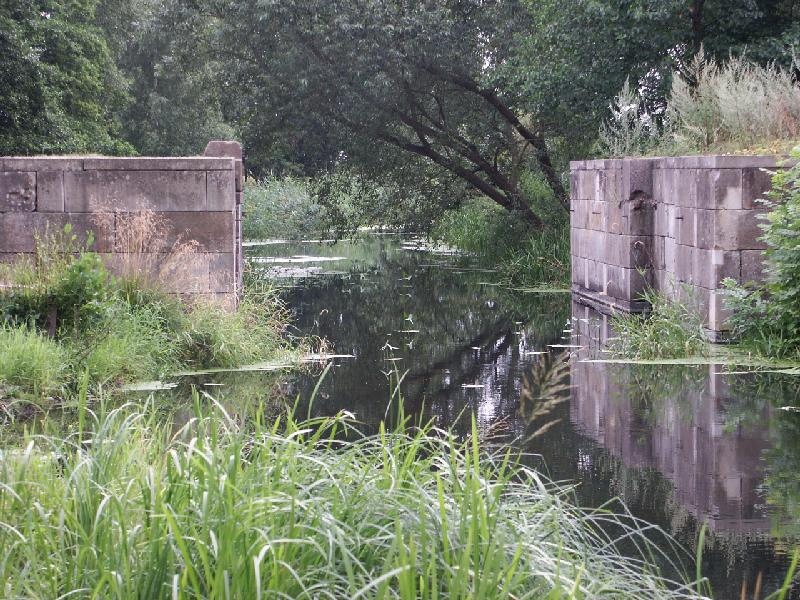